# ارثیتر (موسیقی‌دان)
الکساندرا دروچین (به انگلیسی: Alexandra Drewchin) که به‌طور حرفه‌ای با نام ارثیتر (به انگلیسی: Eartheater) شناخته می‌شود، نوازندهٔ چندساز، تهیه‌کننده، آهنگساز و خوانندهٔ آمریکایی می‌باشد که در پنسیلوانیا به‌دنیا آمد؛ پدر وی روسی و مادرش انگلیسی می‌باشد. ارثیتر اکنون ساکن کویینز است و از سال ۲۰۰۹ تاکنون مشغول فعالیت بوده‌است.